# Fotbollsgalan 2018
Fotbollsgalan 2018 arrangerades i Globen i Stockholm måndagen den 12 november 2018 och var den 24:e fotbollsgalan sedan premiäråret 1995. Den direktsändes i SVT2.
Programledare var Rickard Olsson och Frida Nordstrand.

## Priser
| Pris                                      | Vinnare                                                            |
| ----------------------------------------- | ------------------------------------------------------------------ |
| Guldbollen                                | Victor Nilsson Lindelöf, Manchester United                         |
| Diamantbollen                             | Nilla Fischer, Wolfsburg                                           |
| Årets Number 10-stipendium                | Grunden Bois                                                       |
| Årets back (dam)                          | Nilla Fischer, Wolfsburg                                           |
| Årets back (herr)                         | Andreas Granqvist, Krasnodar/Helsingborgs IF                       |
| Fotbollskanalens hederspris               | Lotta Schelin                                                      |
| Årets målvakt (dam)                       | Hedvig Lindahl, Chelsea                                            |
| Årets målvakt (herr)                      | Robin Olsen, FC Köpenhamn/AS Roma                                  |
| Årets mittfältare (dam)                   | Caroline Seger, FC Rosengård                                       |
| Årets mittfältare (herr)                  | Viktor Claesson, Krasnodar                                         |
| Årets anfallare (dam)                     | Anja Mittag, FC Rosengård                                          |
| Årets anfallare (herr)                    | Zlatan Ibrahimović, Los Angeles Galaxy                             |
| Mest värdefulla spelaren i Damallsvenskan | Julia Karlernäs, Piteå IF                                          |
| Årets Fairplay-pris                       | Vittsjö GIK, Umeå IK, Kvarnsvedens IK, Helsingborgs IF, Dalkurd FF |
| Årets tränare (dam)                       | Stellan Carlsson, Piteå                                            |
| Årets domare (dam)                        | Tess Olofsson                                                      |
| Årets domare (herr)                       | Andreas Ekberg                                                     |
| Årets genombrott (dam)                    | Anna Anvegård, Växjö DFF                                           |
| Årets unga domare (dam)                   | Jennifer Björnler (Västerbotten)                                   |
| Årets unga domare (herr)                  | Sebastian Johansson (Skåne)                                        |
| Årets futsalspelare (dam)                 | Daniella Chamoun                                                   |
| Årets futsalspelare (herr)                | Kristian Legiec                                                    |
| Årets Skyttekung (Allsvenskan)            | Paulinho (BK Häcken) - 20 mål                                      |
| Årets Skyttekung (Superettan)             | Andri Rúnar Bjarnason (Helsingborgs IF) - 16 mål                   |
| Årets Skyttedrottning (Damallsvenskan)    | Anja Mittag (FC Rosengård) - 17 mål                                |
| Årets Skyttedrottning (Elitettan)         | Sandra Lagerbratt (Lidköpings FK) - 24 mål                         |
| Gunnar Nordahl-stipendiet                 | Sundsvalls DFF                                                     |

## Artistuppträdanden
| Artist            | Låt  |
| ----------------- | ---- |
| Linnea Henriksson | Hero |